# Fouga CM.100
Dimensions
Le Fouga CM.100 est un prototype d’avion de transport dérivé du planeur CM.10, conçu par le département aviation des Établissements Fouga & Cie après guerre.  

## Conception et développement
À la suite de la rupture du contrat de fabrication en série du planeur cargo CM.10, le bureau d'étude décide de motoriser la cellule avec 2 moteurs à piston Renault/SNECMA 12 S. L'avion est proposé dans plusieurs configurations : avion cargo (2.000 à 2.500 kg de charge utile) et transport de passager (de 11 à 25 passagers). Le prototype vole la première fois le 19 janvier 1949 piloté par Léon Bourrieau. 
Malgré un renforcement de la voilure et des empennages par augmentation de la surface recouverte de contreplaqué les empennages entrent en vibration en montée et en descente et l'avion est transféré au centre d'essais en vol de Brétigny-sur-Orge pour recherche des causes du problème. Des vols filmés depuis un avion d'accompagnement qui filme l'écoulement de l'air autour de l'avion grâce à des fumigènes placés dans le souffle des moteurs montrent que la profondeur est en plein dans le sillage de l'aile en descente volets sortis. Aux basses vitesses la commande de profondeur n'est pas assez efficace pour arriver à l'incidence de décrochage. Par ailleurs, la charge utile initialement prévue de 1000 kilos se voit sérieusement amputée par les 600 kilos d'augmentation du poids dus aux divers renforcements. 
Le 23 août 1951 toujours avec Léon Bourrieau aux commandes vole pour la première fois le CM.101.R, version du CM.100 avec des réacteurs auxiliaires Turboméca Piméné. Les réacteurs permettent d'augmenter la poussée au décollage, et ainsi d'augmenter la charge utile. La particularité du CM.101.R est que les turboréacteurs sont montés dans le carénage des moteurs. Cette disposition inventée par le bureau d'études Fouga fait l'objet d'un accord avec la SNCASO qui la commercialise et la met en œuvre sur d'autres modèles (Douglas DC3, SO 30 P Bretagne).

## Histoire opérationnelle
Du 21 novembre au 21 décembre 1950, le CM.100 participe avec un SCAN 30 et un MS-700  à un voyage de présentation en Afrique (AOF et AEF) destiné à éprouver les avions en conditions réelles et présenter les matériels français moderne à acheteurs potentiels de l'Union française,.
Le CM.100 (et ses variantes) n'a aucun succès commercial : le marché de l'avion-cargo est déjà pris par le Dassault MD-311.

## Versions
- CM.100 (1949) : avion avec 2 moteurs à piston SNECMA 12 S
- CM.101.R (1951) : CM.100 avec 2 réacteurs complémentaires Turboméca Piméné (2 x 110 kpg)[10]
- CM.103.R : (étude) version militaire du CM.100 avec 2 réacteurs complémentaires Turboméca Marboré II (2 x 355 kpg)[6]